# Dzinara Alimbekava
Dzinara Alimbekava –en bielorruso, Дзінара Алімбекава– (Abay, Kazajistán, 5 de enero de 1996) es una deportista bielorrusa que compite en biatlón.
Participó en dos Juegos Olímpicos de Invierno, obteniendo una medalla de oro en Pyeongchang 2018, en el relevo femenino, y el quinto lugar en Pekín 2022, en la prueba individual. Ganó una medalla de bronce en el Campeonato Europeo de Biatlón de 2019, en el relevo mixto.

## Palmarés internacional
| Juegos Olímpicos   | Juegos Olímpicos             | Juegos Olímpicos  | Juegos Olímpicos |
| Año                | Lugar                        | Medalla           | Prueba           |
| ------------------ | ---------------------------- | ----------------- | ---------------- |
| 2018               | Pyeongchang (Corea del Sur)  | Medalla de oro    | Relevo           |
| Campeonato Europeo |                              |                   |                  |
| Año                | Lugar                        | Medalla           | Prueba           |
| 2019               | Minsk-Raubichi (Bielorrusia) | Medalla de bronce | Relevo mixto     |